# 大埤鄉
大埤鄉，舊稱「大埤頭」，位於臺灣雲林縣南隅，地形上為濁水溪沖積平原的一部分。歷經數個朝代的墾民集資修築水圳後，使其擁有數條灌溉渠道，提高了水田的灌溉比例，稻作產量豐富，因此境內的經濟產業以農業為主。農特產有芥菜、蝴蝶蘭、劍蘭、花生等，其中屬於醃漬酸菜原料的芥菜，在全鄉的種植面積與產量較多，並提供全臺灣約八成的酸菜貨源，因此大埤鄉有「酸菜的故鄉」之美譽。

## 歷史

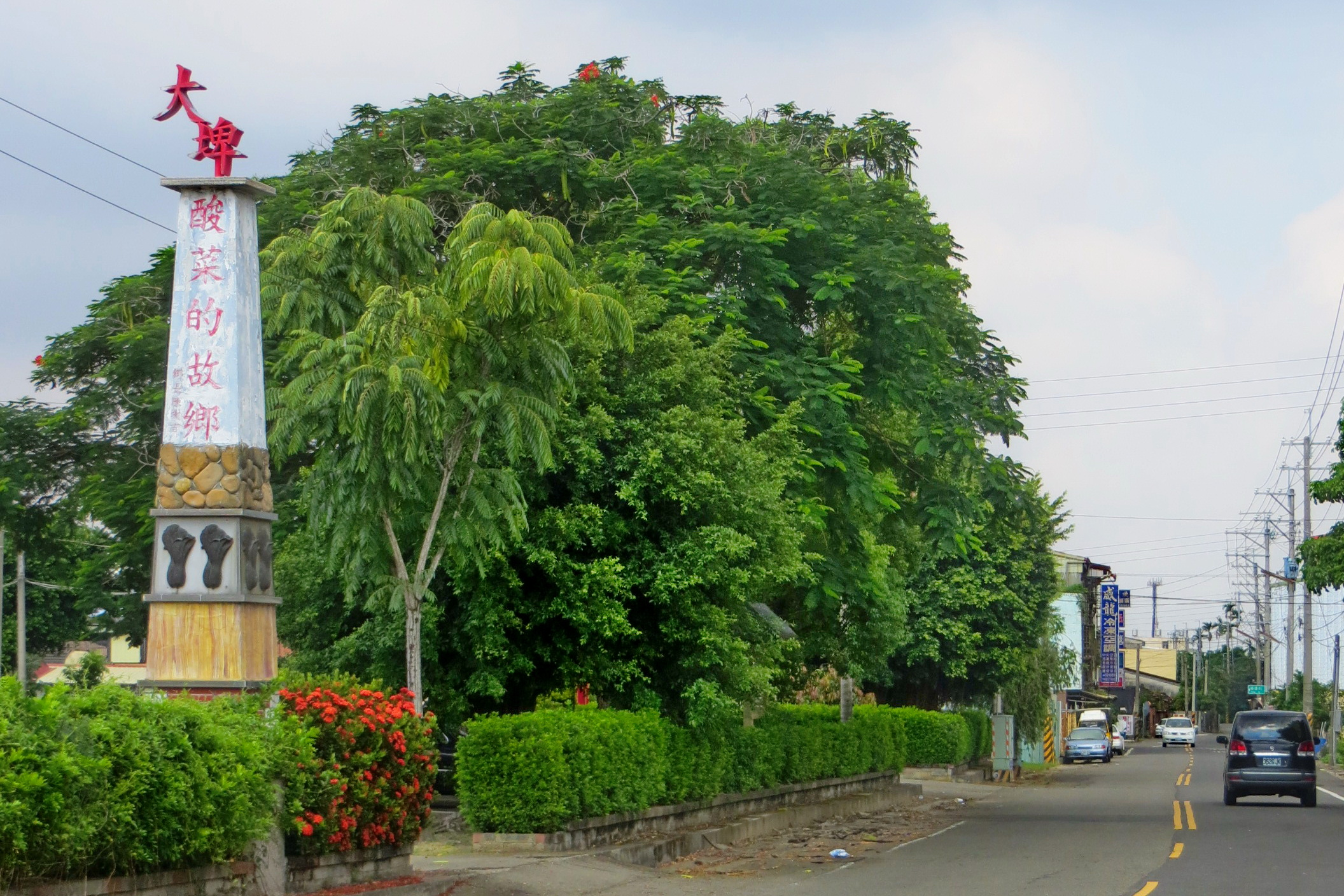
大埤鄉柳樹腳路

大埤鄉早期是洪雅族（Hoanya）羅亞（Lloa）支族他里霧社(Talivu)活動範圍，在荷據時期（明天啟四年，1624年）有閩客漢人移民來臺開墾的紀錄，當時荷蘭人築「埤」儲水，時人稱為「紅毛埤」；日治初期置茄苳腳區及大埤頭區各設役場，茄苳腳隸屬於當時之嘉義縣斗六支廳，大埤頭區隸屬當時之嘉義縣土庫支廳，1920年10月1日地方改制廢區置庄時，茄苳腳區及大埤頭區始合併為「大埤」，劃歸台南州斗六郡管轄，戰後正式改稱為「大埤鄉」。

## 地理

### 位置
大埤鄉位於雲林縣南端，地處嘉南平原之北部，東西長約9公里、南北長約7公里；東臨台1線省道縱貫公路，緊鄰中山高速公路之[斗南/虎尾]、[大林/溪口]兩處出口之間，距離約1.5公里，可經由台78線東西向快速道路聯絡國道1號、國道3號；北接大湖口溪與斗南鎮為界；西以北港溪為界與虎尾鎮、土庫鎮、元長鄉三鄉鎮相交；南臨石龜溪與嘉義縣大林鎮、溪口鄉為鄰。

### 人口
根據雲林縣斗南戶政事務所統計，2024年底大埤鄉戶數約6.8千戶，人口約1.8萬人，鄉內人口最多與最少的村分別是南和村與豐岡村，2024年底兩村人口分別為2,448人與623人。

## 政治

### 歷任首長
| 任次  | 屆次     | 姓名   | 政黨       | 任期起訖                    | 備註                                 |
| ----- | -------- | ------ | ---------- | --------------------------- | ------------------------------------ |
| 官派1 |          | 張禎祥 |            | 到任：1945/11 卸任：1945/12 | 首任官派鄉長                         |
| 官派2 |          | 劉爐   |            | 到任：1945/12 卸任：1950    |                                      |
| 1     | 第一屆   | 劉明新 |            | 到任：1951/8 卸任：1953     | 首任民選鄉長。因競選雲林縣議員辭職。 |
| 2     | 第二屆   | 謝芳慶 |            | 到任：1953/3/24             |                                      |
| 2     | 第三屆   | 謝芳慶 |            | 到任：1956                  | 連任。於1958年因當選雲林縣議員辭職。 |
| 代理  | 第三屆   | 張廷燦 |            |                             | 代理                                 |
| 3     | 第三屆   | 林森   |            | 到任：1958/3/26             | 補選                                 |
| 4     | 第四屆   | 陳全課 |            | 到任：1960/1/5              | 1963年1月21日因案停職。              |
| 代理  | 第四屆   | 張介洲 |            | 到任：1963/1/28             |                                      |
| 5     | 第五屆   | 劉專望 |            | 到任：1964/3/1              |                                      |
| 6     | 第六屆   | 黃茂春 |            | 到任：1968/3/1              |                                      |
| 6     | 第七屆   | 黃茂春 |            | 到任：1973                  | 連任                                 |
| 7     | 第八屆   | 許榮振 |            | 到任：1978                  |                                      |
| 7     | 第九屆   | 許榮振 |            | 到任：1982                  | 連任，於任內過世                     |
|       | 第九屆   | 邱碧堅 | 中國國民黨 | 到任：1982                  | 補選                                 |
| 8     | 第十屆   | 邱碧堅 | 中國國民黨 | 到任：1986                  |                                      |
| 9     | 第十一屆 | 林正彥 | 無黨籍     | 到任：1990                  |                                      |
| 10    | 第十二屆 | 易信助 | 中國國民黨 | 到任：1994                  |                                      |
| 10    | 第十三屆 | 易信助 | 中國國民黨 | 到任：1998                  | 連任                                 |
| 11    | 第十四屆 | 陳樹吉 | 無黨籍     | 到任：2002                  |                                      |
| 11    | 第十五屆 | 陳樹吉 | 無黨籍     | 到任：2006                  | 連任                                 |
| 12    | 第十六屆 | 謝明平 | 民主進步黨 | 到任：2010                  |                                      |
| 12    | 第十七屆 | 謝明平 | 民主進步黨 | 到任：2014                  | 連任                                 |
| 13    | 第十八屆 | 林森寳 | 無黨籍     | 到任：2018                  |                                      |
| 13    | 第十九屆 | 林森寳 | 無黨籍     | 到任：2022                  | 連任，現任鄉長。                     |

### 鄉政組織
大埤鄉公所是大埤鄉最高層級的地方行政機關，在中華民國政府架構中為鄉自治的行政機關，同時負責執行縣政府及中央機關委辦事項，大埤鄉的自治監督機關為雲林縣政府。鄉長由全體鄉民直接選舉產生，任期為四年，可連選連任一次。大埤鄉公所並置鄉政會議，為鄉政最高決策機構，在鄉長之下，設有5課3室等8個內部單位及3個附屬機關。
大埤鄉民代表會是大埤鄉的最高民意機關，代表大埤鄉全體鄉民立法和監察鄉政。鄉民代表由公民直選選出，任期為四年，可連選連任。大埤鄉民代表會共有11位鄉民代表，分別為第一選區2席鄉民代表、第二選區4席鄉民代表、第三選區3席鄉民代表、第四選區2席鄉民代表，主席、副主席由11位鄉民代表互選產生。

### 行政區域
共15村：
- 三結村、北鎮村、松竹村、南和村、聯美村
- 大德村、吉田村、怡然村、嘉興村、豐田村
- 北和村、西鎮村、尚義村、興安村、豐岡村

### 警政治安
- 內政部警政署國道公路警察局第四隊（斗南分隊）
- 雲林縣警察局斗南分局
- 大埤分駐所
- 怡美派出所

## 產業

### 特產
- 芥菜
- 蝴蝶蘭
- 劍蘭
- 花生
- 稻米

### 工業區
- 豐田工業區

## 教育

### 國民中學
- 雲林縣立大埤國民中學

### 國民小學
- 雲林縣大埤鄉大埤國民小學
- 雲林縣大埤鄉嘉興國民小學
- 雲林縣大埤鄉舊庄國民小學
- 雲林縣大埤鄉仁和國民小學
- 雲林縣大埤鄉聯美國民小學

## 交通

### 公車資訊
- 員林客運
  - 6880 嘉義－西螺
- 嘉義客運
  - 7203 嘉義－土庫
  - 7700 嘉義－斗六（與臺西客運聯營）
  - 7701 嘉義－麥寮（與臺西客運聯營）
- 臺西客運
  - 7105 斗南－西勢潭
  - 7700 嘉義－斗六（與嘉義客運聯營）
  - 7701 嘉義－麥寮（與嘉義客運聯營）

### 公路
- 國道一號（中山高速公路）
  - 雲林系統交流道（243，連接台78線）

由彰化縣南下，越過濁水溪中沙大橋，即進入雲林縣西螺鎮、虎尾鎮、斗南鎮、大埤鄉，向南進入嘉義縣大林鎮，位於本鄉之東側，在雲林縣境內總長度計有30公里，雙向佈設四車道，分別於西螺鎮與莿桐鄉間、莿桐鄉與虎尾鎮間、斗南鎮與虎尾鎮間設有三處交流道，斗南收費站實位於本鄉嘉興村境內，聯繫道路包括縣道158號、縣道154號，其為雲林地區南北運輸走廊最主要之運輸動脈。
- 台78線（東西向快速公路 台西－古坑線）
  - 雲林系統交流道（30，連接國道一號）
  - 斗南交流道（32）

東西向快速公路台西古坑線，起自古坑鄉國道3號系統交流道，並於國道1號系統交流道處有引道聯絡台1線（目前正興建與台1線的交流道），是大埤鄉連絡國道與西部濱海鄉鎮之要道，道路寬度為四車道，雙向佈設四車道，設置有中央分隔島。
- 台1線

屬於南北向道路系統，在雲林縣境內穿過西螺鎮、莿桐鄉、虎尾鎮、斗南鎮與大埤鄉交界，往北可到彰化縣溪州鄉，往南通往嘉義縣大林鎮，在雲林縣境內之道路寬度為二十五公尺，雙向佈設四車道，設置有中央分隔島。
- 縣道157號

路線北起斗南鎮南方台1線，往南穿越大埤鄉市區（圓環），銜接嘉義縣溪口鄉、新港鄉、六腳鄉、朴子市、東石鄉、布袋鎮，道路寬度為15公尺。
- 大埤鄉外可連接縣道145號，為雲林縣縱向最長、串聯最多鄉鎮之交通動線，亦為雲林縣最主要之聯外道路。可以連接虎尾鎮林森路次生活圈與北港鎮次生活圈，北起西螺鎮，經吳厝、虎尾水圳橋、德興路、土庫鎮、無底潭、新街至北港鎮，路寬為18公尺。
- 大埤鄉外可連接縣道158號，為北港鎮與虎尾鎮兩次生活圈之東西向聯絡道路。路線由臺西鄉海口，經東勢鄉、褒忠鄉、土庫鎮馬光、虎尾鎮至北勢子，可聯絡台17線、台19線及台1線，亦為雲林縣濱海地區至斗南交流道之主要聯絡道路。

## 名勝

大埤酸菜館

- 大埤酸菜館
- 大埤北極殿[5]：主祀玄天上帝，廟內保存臺灣百年國寶文物『肉身柯象』金尊[6]。

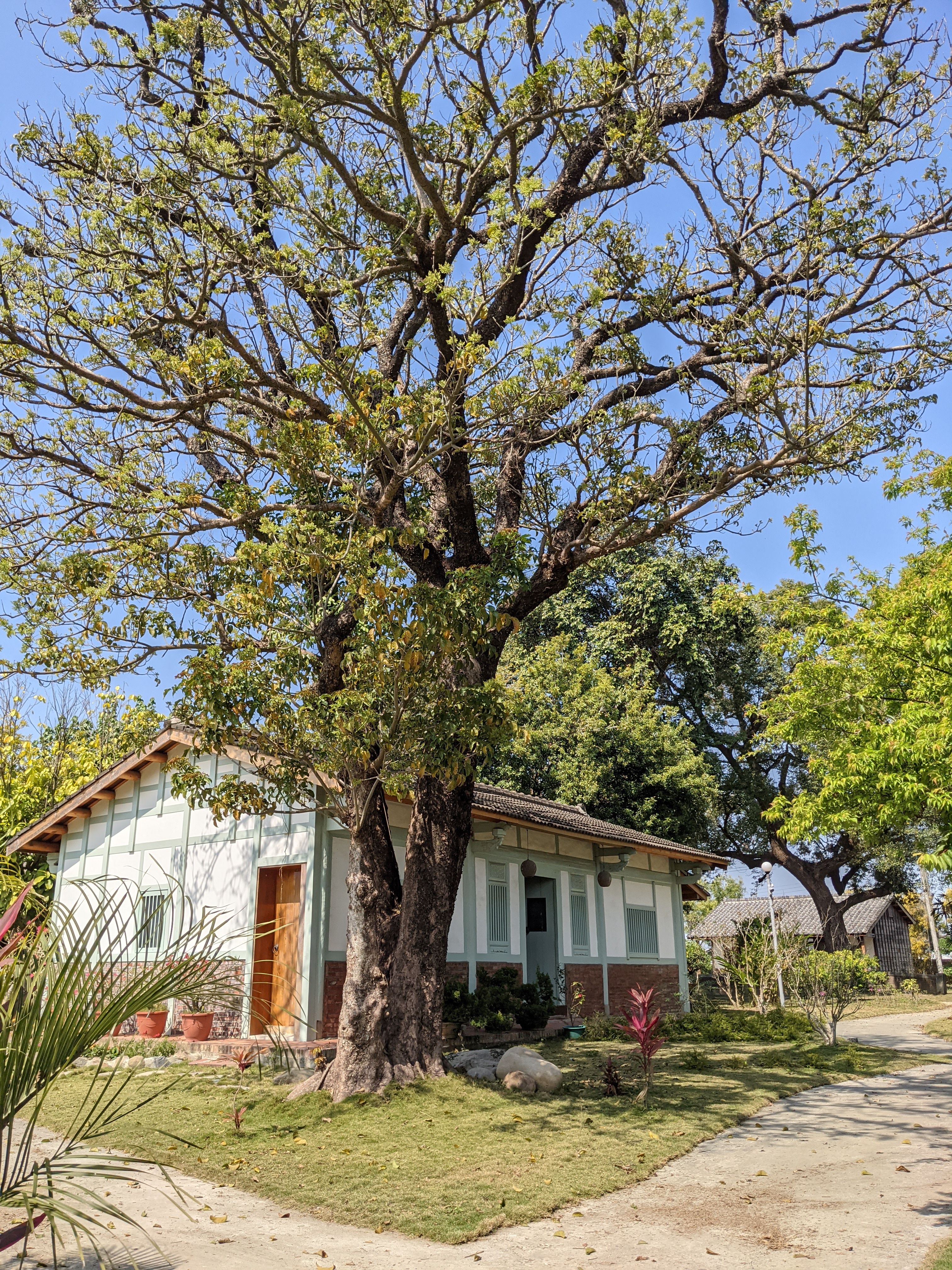
三秀園中逸軒一景

- 三秀園： 大埤後壁店張家之私人園邸，由貢生張建廷於清朝光緒年間開闢，西元1930年代由鄉長詩人張禎祥擴建。
- 大埤三山國王廟：興建於清嘉慶14年，位於大德村新街20號，是國家三級古蹟
- 舊開山大帝廟：主祀開山聖侯介之推，怡然村怡然路84號
- 天然觀音亭
- 後庄明濟宮
  - 八庄聯合繞進活動(保生大帝、開山大帝)：八庄：後庄明濟宮、鎮平鎮福宮、元長鄉新吉村朝奉宮、西鎮村廣福宮、途經興安村三濟宮、舊庄開山大帝廟、後壁店開明宮、大竹圍神壇。往年皆於保生大帝生日農曆三月十五日舉辦繞境，2016年起改為三月十五的前一個星期日。繞境並非每年都有，是否繞境皆須請示明濟宮保生大帝，而每次遶境活動都必須連續舉辦三年(繞境三年,休息三年-休息年廟前會有戲棚演戲給保生大帝等眾神觀看  八庄聯合繞約在農曆2月份前後，由後庄明濟宮管理委員會詢問明濟宮保生大帝，當年聯合繞境的舉辦時間。  繞境活動約早上六、七點於明濟宮集合，待神明降駕發五營起駕(保生大帝手轎指示繞境開始)，依序徒步遊鎮平鎮福宮、元長鄉新吉村朝奉宮、西鎮村廣福宮、途經興安村三濟宮、舊庄開山大帝廟、後壁店開明宮、大竹圍神壇，再回後庄繞境後入廟大吉，各宮廟才各自回宮。遶境除距離比較遠的朝奉宮以搭車來回外(於大埤西鎮村搭車過北港溪進入元長鄉新吉村來回)，其他均以徒步方式(在新吉村外下馬徒步繞境)，繞行境內每個家戶，整個遶境活動自早上約七點出發，至晚上七點多入廟結束，沿途住家、信眾皆設香案迎接，也準備各式涼水、食物等供遶境人員食用。  據後庄耆老；早期繞境隊伍無法進入三塊厝（興安村）至於是什麼原因已經不可考，然而繞境活動只有經過三塊厝，在興安村三濟宮短暫休息後…整個陣頭就往舊庄方向前進。 也是本繞境活動中，路過庄頭而沒有繞境庄頭的村庄。 2017年農曆3月15；因五股國姓公過爐在興安村（15年輪值一次），繞境隊伍特地進入國姓公紅壇參禮。
- 成功廟：主祀開台聖王，位於豐田村二鄰一二號，是大埤鄉熱門觀光景點。
- 大悲寺：南和村妮姑庵68之20號
- 玫瑰天主堂

## 外部連結
- 大埤鄉公所 （页面存档备份，存于）
- 大埤鄉公所的Facebook專頁